# Малапер, Шарль
Шарль Малапер (фр. Charles Malapert; 1581 — 1630) — бельгийский священник-иезуит, писатель и астроном XVII века.

## Биография
Родился в Монсе, приблизительно с 1610 работал в Польше. В 1613—1617 преподавал математику в иезуитском коллеже в Калише, где организовал совместно с Сильвиусом астрономические наблюдения, в частности, наблюдения солнечных пятен. Впервые в Польше применил телескоп для астрономических наблюдений. Для наблюдений Малапер и Сильвиус использовали телескопы, изготовленные К. Шейнером в Ингольштадте. В 1617 вместе с Сильвиусом переехал в Дуэ, где Малапер проработал 12 лет, был ректором университета Дуэ, впоследствии — ректором в Аррасе. В 1630 был приглашен в Мадрид преподавать математику в коллеже иезуитов, но в дороге заболел и скончался в Витории.
Проводил исследования комет, звёзд, лунной поверхности. Был сторонником геоцентрической системы мира К. Птолемея и подвергал нападкам учение Н. Коперника. Состоял в переписке с М. Мерсенном — своего рода координатором научной жизни средневековой Европы. Наряду с научной деятельностью, писал стихи на латыни, а также театральные пьесы, которые пользовались большой популярностью в XVII веке.
В его честь назван кратер на Луне и улица в Монсе.